# Puchar Europy w Lekkoatletyce 1989
12. Puchar Europy w lekkoatletyce – impreza lekkoatletyczna, która odbyła się na 5 europejskich stadionach 5 i 6 sierpnia 1989 roku. Organizacją pucharu Europy zajmowało się Europejskie Stowarzyszenie Lekkoatletyczne.

## Finał A
Zawody odbyły się w Gateshead w Wielkiej Brytanii. Wśród mężczyzn zwyciężyli gospodarze, a wśród kobiet najlepsze okazały się zawodniczki z Niemiec Wschodnich.

### Tabele końcowa
| Pozycja | Reprezentacja   | Punkty |
| ------- | --------------- | ------ |
| 1       | Wielka Brytania | 115    |
| 2       | NRD             | 103    |
| 3       | ZSRR            | 101    |
| 4       | Włochy          | 95     |
| 5       | Francja         | 95     |
| 6       | Niemcy          | 91     |
| 7       | Czechosłowacja  | 63     |
| 8       | Hiszpania       | 54     |

| Pozycja | Reprezentacja   | Punkty |
| ------- | --------------- | ------ |
| 1       | NRD             | 120    |
| 2       | ZSRR            | 95     |
| 3       | Wielka Brytania | 84     |
| 4       | Niemcy          | 79     |
| 5       | Rumunia         | 72     |
| 6       | Polska          | 56     |
| 7       | Bułgaria        | 43     |
| 8       | Czechosłowacja  | 26     |

## Finał B
Finał B Pucharu Europy 1989 zorganizowano w dwóch miastach. Panowie rywalizowali w Brukseli, a panie w Strasburgu.

### Tabele końcowe
| Pozycja | Reprezentacja | Punkty |
| ------- | ------------- | ------ |
| 1       | Bułgaria      | 107    |
| 2       | Węgry         | 103,5  |
| 3       | Polska        | 102    |
| 4       | Szwecja       | 102    |
| 5       | Austria       | 87     |
| 6       | Szwajcaria    | 81     |
| 7       | Grecja        | 74,5   |
| 8       | Belgia        | 61     |

| Pozycja | Reprezentacja | Punkty |
| ------- | ------------- | ------ |
| 1       | Francja       | 95     |
| 2       | Węgry         | 89     |
| 3       | Finlandia     | 85     |
| 4       | Włochy        | 81     |
| 5       | Szwajcaria    | 65,5   |
| 6       | Hiszpania     | 58,5   |
| 7       | Szwecja       | 53     |
| 8       | Jugosławia    | 49     |

## Finał C
Zawody Finału C odbyły się w dwóch grupach. Finał C1 zorganizowano w stolicy Danii Kopenhadze, a finał C2 w Dublinie w Irlandii.

### Tabele końcowe

#### Mężczyźni
| Pozycja | Reprezentacja | Punkty |
| ------- | ------------- | ------ |
| 1       | Finlandia     | 79     |
| 2       | Norwegia      | 72     |
| 3       | Dania         | 65     |
| 4       | Turcja        | 46,5   |
| 5       | Cypr          | 36,5   |

| Pozycja | Reprezentacja | Punkty |
| ------- | ------------- | ------ |
| 1       | Jugosławia    | 72     |
| 2       | Portugalia    | 69     |
| 3       | Holandia      | 68     |
| 4       | Irlandia      | 53     |
| 5       | Islandia      | 38     |